# Sao Luis Challenger 1994
Il Sao Luis Challenger 1994 è stato un torneo di tennis facente parte della categoria ATP Challenger Series nell'ambito dell'ATP Challenger Series 1994. Il torneo si è giocato a São Luís in Brasile dal 5 all'11 dicembre 1994 su campi in cemento.

## Vincitori

### Singolare
Michael Joyce ha battuto in finale  Roger Smith con il punteggio di 6–3, 6–7, 7–6

### Doppio
João Cunha e Silva /  Roger Smith hanno battuto in finale  Fabio Silberberg /  João Zwetsch con il punteggio di 4–6, 6–3, 6–3